# Haskell (Oklahoma)
Haskell és un poble dels Estats Units a l'estat d'Oklahoma. Segons el cens del 2000 tenia 1.765 habitants.

## Demografia
Segons el cens del 2000, Haskell tenia 1.765 habitants, 679 habitatges, i 482 famílies. La densitat de població era de 314 habitants per km².
Dels 679 habitatges en un 32% hi vivien nens de menys de 18 anys, en un 52,7% hi vivien parelles casades, en un 13,7% dones solteres, i en un 28,9% no eren unitats familiars. En el 26,1% dels habitatges hi vivien persones soles el 15% de les quals corresponia a persones de 65 anys o més que vivien soles. El nombre mitjà de persones vivint en cada habitatge era de 2,54 i el nombre mitjà de persones que vivien en cada família era de 3,06.
Per edats la població es repartia de la següent manera: un 27,2% tenia menys de 18 anys, un 7,9% entre 18 i 24, un 25,2% entre 25 i 44, un 20,7% de 45 a 60 i un 19% 65 anys o més.
L'edat mediana era de 38 anys. Per cada 100 dones de 18 o més anys hi havia 81,2 homes.
La renda mediana per habitatge era de 25.542 $ i la renda mediana per família de 29.196 $. Els homes tenien una renda mediana de 26.413 $ mentre que les dones 19.926 $. La renda per capita de la població era de 12.805 $. Entorn del 17,8% de les famílies i el 21,8% de la població estaven per davall del llindar de pobresa.

## Poblacions més properes
El següent diagrama mostra les poblacions més properes.